# Giovanni Battista Basso
Giovanni Battista Basso (Nizza, 11 dicembre 1824 – 19 gennaio 1884) è stato un patriota e militare italiano, partecipò alla spedizione dei Mille e fu segretario di Giuseppe Garibaldi.

## Biografia
Nato a Nizza nel 1824, fu compagno di Giuseppe Garibaldi sin dagli anni giovanili. Seguì il generale in tutte le sue imprese, persino in prigione e a Caprera negli ultimi anni di vita. Nel 1866 comandò il V Reggimento Volontari e venne decorato con la medaglia d'argento al valore militare.
Durante la terza guerra di indipendenza fu aiutante di campo di Garibaldi e suo fedelissimo segretario: risulta che ne sapesse imitare benissimo la grafia e che scrisse numerose missive in sua vece.